# Пуро
Пуро (Пур) — река в России, протекает по Кольскому району Мурманской области. Вытекает из озера Пуроярви на высоте 91,5 м над уровнем моря, впадает в Верхнетуломское водохранилище на высоте 80 м над уровнем моря, до образования водохранилища впадала в Нотозеро. Длина реки до образования водохранилища составляла 8,6 км, площадь водосборного бассейна 83 км².
Река течёт преимущественно на запад, ближе к устью на северо-запад. Населённых пунктов по берегам реки нет.

## Данные водного реестра
По данным государственного водного реестра России относится к Баренцево-Беломорскому бассейновому округу, водохозяйственный участок реки — Тулома от истока до Верхнетуломского гидроузла, включая Нот-озеро. Речной бассейн реки — бассейны рек Кольского полуострова, впадает в Баренцево море.
Код водного объекта в государственном водном реестре — 02010000312101000001516.
Несмотря на то, что Верхнетуломское водохранилище было заполнено в 1964—1965 годах в реестре Пур считается притоком Нотозера.